# NGC 5577
NGC 5577 este o galaxie spirală situată în constelația Fecioara. A fost descoperită în 1849 de către William Parsons, 3rd Earl of Rosse⁠(d). Se află la o distanță de 26,42 de megaparseci de Pământ.